# Adesmia concinna
Adesmia concinna är en ärtväxtart som beskrevs av Rodolfo Amando Philippi. Adesmia concinna ingår i släktet Adesmia och familjen ärtväxter. Inga underarter finns listade i Catalogue of Life.